# Hollansburg
Hollansburg és una població dels Estats Units a l'estat d'Ohio. Segons el cens del 2000 tenia 214 habitants.

## Demografia
Segons el cens del 2000, Hollansburg tenia 214 habitants, 86 habitatges, i 62 famílies. La densitat de població era de 688,5 habitants/km².
Dels 86 habitatges en un 32,6% hi vivien nens de menys de 18 anys, en un 53,5% hi vivien parelles casades, en un 10,5% dones solteres, i en un 27,9% no eren unitats familiars. En el 26,7% dels habitatges hi vivien persones soles l'11,6% de les quals corresponia a persones de 65 anys o més que vivien soles. El nombre mitjà de persones vivint en cada habitatge era de 2,49 i el nombre mitjà de persones que vivien en cada família era de 2,98.
Per edats la població es repartia de la següent manera: un 25,7% tenia menys de 18 anys, un 12,1% entre 18 i 24, un 27,1% entre 25 i 44, un 21% de 45 a 60 i un 14% 65 anys o més.
L'edat mediana era de 32 anys. Per cada 100 dones de 18 o més anys hi havia 106,5 homes.
La renda mediana per habitatge era de 33.750 $ i la renda mediana per família de 36.111 $. Els homes tenien una renda mediana de 28.125 $ mentre que les dones 19.063 $. La renda per capita de la població era de 13.317 $. Aproximadament el 3,1% de les famílies i el 4,3% de la població estaven per davall del llindar de pobresa.

## Poblacions més properes
El següent diagrama mostra les poblacions més properes.